# Томас Франциск Савойски
Томас Франциск Савойски (на италиански: Tommaso Francesco di Savoia); по-често споменаван само като Томас Савойски (* 21 декември 1596, Торино, Савойско херцогство; † 22 януари 1656, Торино, Савойско херцогство), е военнокомандващ, принц на Кариняно, маркиз на Салусола, маркиз на Боск и Шатлар, маркиз на Ракониджи и на Вилафранка, граф на Соасон (1641 – 1656), велик магистър на Франция, кавалер на Ордена на Светото Благовещение.
През 1620 г. по нареждане на баща си Карл Емануил I Савойски става принц на Кариняно, давайки началото на кадетската линия Савоя-Каринян, от която произлизат бъдещите крале на Италия от Савойската династия. Савоя-Каринян царуват като крале на Сардиния от 1831 до 1861 г., и като крале на Италия от 1861 г. до свалянето на династията през 1946 г.

## Произход
Той е най-малкият от петте законнородени сина на Карл Емануил I Савойски (1562 – 1630), 11-и херцог на Савоя, и на съпругата му Катерина Микаела Хабсбург (1567 – 1597), испанска инфанта. Негови дядо и баба по бащина линия са херцогът на Савоя Емануил Филиберт и Маргарита дьо Валоа, а по майчина – испанският крал Филип II и френската принцеса Елизабет дьо Валоа. Майка му умира, когато е само на 1 година. Има четири братя и пет сестри:
- Филип Емануил (1586 – 1605)
- Виктор Амадей I (1587 – 1637), 12-и херцог на Савоя, съпруг на принцеса Мария Кристина Бурбон-Френска
- Емануил Филиберт (1588 – 1624), вицекрал на Сицилия (1622 – 1624)
- Маргарита (1589 – 1655), херцогиня на Мантуа и Монферат като съпруга на Франческо IV Гонзага
- Изабела (1591 – 1626), херцогиня на Модена и Реджо като съпруга на Алфонсо III д’Есте
- Маврикий (1593 – 1627), кардинал
- Мария Аполония (1594 – 1656), монахиня в Рим
- Франциска Катерина (1595 – 1640), монахиня в Биела
- Жана (1597)

Освен това има трима полубратя и една полусестра от втория брак на баща си с Маргарита дьо Росийон, както и поне шест полубратя и една полусестра от негови извънбрачни връзки.

## Биография

### Ранни години
Още като млад Томас е на военна служба на краля на Испания в Италия.
Въпреки че в предишни управления на по-малките синове е отпускан богат апанаж в Швейцария (Женевоа, Во), Италия (Вале) и Франция (Немур, Брес), савойските херцози установяват, че това потиска собственото им възвеличаване, като същевременно насърчава династичните борби и регионалния сепаратизъм. Томас не само има по-големи братя, но е и едно от 21-то признати деца на Карл Емануил Савойски. Докато само девет от тях са легитимни, другите, които са потомство на овдовелия херцог от любовници аристократки, са щедро финансово подсигурени или им е дадена богата зестра, докато баща им е жив.
Феодът Кариняно, само на 20 км южно от Торино, принадлежи на Савоя от 1418 г. и е част от Пиемонт. Това означава, че може да бъде „княжество“ на Томас, но само по име, тъй като няма нито независимост, нито приходи по същество. Вместо да получи значим имот, Томас се жени през 1625 г. за Мария дьо Бурбон-Соасон, която е сестра и сънаследница на Луи, граф на Соасон, убит през 1641 г., докато подбужда бунт срещу кардинал Ришельо.

### Франция
В очакване на това наследство Томас и Мария не се установяват в столицата на брат му Торино, а живеят в Париж, където Мария се радва на висшия ранг на princesse du sang като втора братовчедка на крал Луи XIII. Уговорено е, че Томас като син на управляващ монарх ще заеме първо място сред чуждестранните князе във френския двор – с предимство дори преди бившия всемогъщ Дом Гиз, чието родство със суверенния херцог на Лотарингия е по-отдалечено. Той е назначен за Grand Maître на кралското домакинство, за кратко замествайки предателя Луи II дьо Конде. Томас наема за учител на децата си изтъкнатия граматик и придворен Клод Фавър дьо Вожла.
Перспективата за евентуалното наследяване на Мария на швейцарското княжество Ньошател близо до Савоя се проваля през 1643 г. с решението на краля да легитимира Луи Анри дьо Бурбон, рицар на Соасон, син на покойния брат на Мария. Това предотвратява заместването на савойското влияние с френско в региона, но оставя на Томас празната титла на „принц на Кариняно“. В крайна сметка съпругата му наследява основното притежание на брат ѝ във Франция – Графство Соасон, но то е установено като апанаж за френския клон на семейството. След Томас старшият клон на неговите потомци е репатриран в Савоя, като последователно се жени за френски, италиански и германски принцеси.

### Кариера

#### В служба на Испания
Първата регистрирана служба на Томас е като командир на пиемонтската армия под ръководството на баща му във войната срещу Франция през 1630 г. (вж. Война за Мантуанското наследство). Вероятно по онова време той за пръв път се сблъсква с Мазарини, който, въпреки че има сложна обществена позиция, всъщност през 1630 – 1632 г. е френски агент в двора на Пиемонт. Когато новият херцог Виктор Амадей I е принуден да приеме френската окупация на Пинероло (Мир от Кераско от 26 април 1631 г. и свързаните с него тайни споразумения, изпълнени през 1632 г.), в Пиемонт има голямо недоволство. Томас заедно с брат му Мавриций заминава, за да се присъедини към испанците, при което Виктор Амадей конфискува техните приходи. Точната дата не е ясна, но вероятно става въпрос за 1632 г. и не по-късно от 1634 г. Въпреки че е приветстван от испанците, предвид връзките му както с френското, така и с испанското кралско семейство, Томас не се радва на доверието им и трябва да изпрати жена си и децата си в Мадрид като заложници.
След като увереността на Испания нараства след неочакваната ѝ голяма победа при Ньордлинген през 1634 г., тя прави планове за големи операции в Германия за прекратяване на войната срещу протестантите там и в Нидерландия. Тези планове включват Томас начело на армия във Вестфалия под цялостното командване на кардинал-инфанта Фердинанд, брат на Филип IV. Това не се осъществява, но през 1635 г., когато Франция обявява война на Испания (Френско-испанска война от 1635 – 1659 г.), Томас служи при Фердинанд в Испанска Нидерландия: той получава командването на малка армия (от 8500 или 13 000 души), изпратена срещу френските сили, настъпили в Люксембург, със заповед или да ги наблюдава, или да им попречи да се присъединят към холандска армия. На 22 май 1635 г. при Лез Авен, на юг от Хю, в тогавашната епископия на Лиеж, той е победен от френската армия начело с маршалите Гаспар III дьо Колини и Юрбен дьо Майе-Брезе. Той успява да събере остатъците при Намюр, след което се оттегля пред числено превъзхождащите го френски и холандски сили.
Вероятно Томас служи до края на кампанията при Фердинанд. В края на годината изгнаникът Карл IV, херцог на Лотарингия пристига в Брюксел и се среща с него; те навярно образуват общ двор и Томас със сигурност участва в рицарските турнири, организирани от херцога. Пиемонт неохотно е въвлечен в тази френско-испанска война на страната на французите, въпреки че първоначално избягва пълното обявяване на война; следователно Томас технически се бори срещу собствената си родина.
През 1636 г. кардинал-инфантът Фердинанд организира съвместна испанско-имперска армия за голямо нахлуване във Франция от Южна Холандия: Томас първоначално е командир, като побеждава френската армия начело със Соасон в Сома, въпреки че скоро Фердинанд взема върховното командване. Нашествието първоначално е много успешно и изглежда в състояние да достигне Париж, където настъпва голяма паника. Фердинанд и Томас обаче смятат, че продължаването към Париж е твърде рисковано, затова спират настъплението. По-късно в кампанията Томас има проблеми с имперския генерал Отавио Пиколомини, който отказва да приема заповедите на принца като испански командир, като твърди, че неговите имперски войски са независими сили.
През 1637 г. не е документирано военно участие на Томас. През тази година, когато неговият девер Луи дьо Бурбон, граф на Соасон бяга от Франция след неуспешна конспирация срещу кардинал Ришельо, Томас действа като посредник в преговорите между него и испанците. Те водят до официалния съюз между графа и Филип IV на 28 юни 1637 г., въпреки че в рамките на един месец Соасон се помирява с Франция.
През 1638 г. Томас служи в Испанска Фландрия, помагайки за защитата на крепостния град Сент Омер срещу френската обсада. В средата на юни той успява да получи подкрепления на място. След това с останалата част от малката си армия той се укрепва на около 15 км на северозапад при Рюмингем срещу френската армия в Зуафк под ръководството на Жак Номпар дьо Комон, херцог на Ла Форс. След като към него се присъединяват имперските подкрепления под ръководството на Отавио Пиколомини, Томас марширува, за да атакува Ла Форс, но около 21 юни е победен и понася 2000 убити и пленени. След това той тръгва обратно с останалите си войски към Сент Омер, който е все още под френска обсада. Там той вкарва още подкрепления и след това се укрепва толкова сигурно в околностите, че за французите е невъзможно да продължат обсадата и те се отказват. Впоследствие Томас и Пиколомини се придържат съвсем близо до Ла Фор и французите не успяват да предприемат сериозни операции.

#### Пиемонтска гражданска война
След неочакваната смърт на брат му Виктор Амадей I на 7 октомври 1637 г. наследникът на Савойското херцогство Франц Хиацинт е все още дете. За регент е избрана майка му Мария Кристина Бурбон-Френска (т. нар. Кралска мадам), сестра на краля на Франция Луи XIII и етърва на Томас Савойски.
Томас и неговият брат кардинал Мавриций Савойски, които са происпански настроени, не гледат добре на масовото присъствие на френски войски в Пиемонт след войната срещу испанците, начело с кардинал Луи дьо Нагаре дьо Ла Валет Д'Епернон. На 4 октомври 1638 г. Франц Хиацинт Савойски умира и правото на наследство минава към брат му Карл Емануил, който е само на две години и изглежда слаб и болнав. Виктор Амадей няма други синове и при евентуалната смърт на Карл Емануил властта би преминала към брата на Томас – Мавриций. Подтикнат и подкрепен от последния, Томас се противопоставя насилствено на етърва си, като иска регентството за себе си. Благородниците, духовенството и висшата средна класа се разделят на две партии: „Княжеска“, която е происпанска и е съставена от привържениците на Томас Савойски, и „Мадамистка“, която е профренска и е съставена от привържениците на Кралската мадам.
След като търси подкрепата на Испания в края на 1638 г. за действия срещу Кралската мадам Томас отива в испанско Милано в началото на 1639 г. и заедно с испанските сили нахлува в Пиемонт, където е приветстван в много градове. Той превзема Торино с измама, но французите продължават да контролират цитаделата му. През август 1639 г. Мария Кристина е принудена да бяга със сина си Карл Емануил от Торино, който е в ръцете на княжеските войски. Въпреки това през ноември двамата се завръщат: френските войски на маркиз д'Аркур освобождават града от княжеските войски в кървава битка при замъка Ла Рота близо до Монкалиери.
През 1640 г. Томас държи града в многопластовата обсада на Торино. След многократни преговори с регентката и с французите той сключва мир с двамата през първата половина на 1642 г., като безпроблемно сменя страната и започва борба с французите срещу испанците. Според договореното Мария Кристина остава регентка от името на сина си Карл Емануил, нейният девер Мавриций става херцогски наместник в Ница и получава ръката на Лудовика Кристина Савойска – дъщеря на Мария Кристина след папско разрешение, а Томас става херцогски наместник в Ивреа и Биела.

#### На страната на Франция
През останалата част от 1642 г. и в част от кампаниите през 1643 г. Томас командва силите на Пиемонт, воюващи заедно с французите под ръководството на Анри II Орлеански, херцог на Лонгвил срещу испанците, обикновено по границата с Пиемонт/Милано. Когато Лонгвил е призован у дома, Томас го наследява като главнокомандващ на съюзниците, като Анри дьо Тюрен е негов втори командир. Томас получава върховното главнокомандване само поради неговия произход; френският генерал Сезар дьо Шоазел, граф дю Плеси Прален отбелязва няколко години по-късно, че френските маршали ще служат само при някого, който ги превъзхожда по социален ранг, и Томас с кръвното му родство с френското и испанското кралско семейство е единственият кандидат.
В края на лятото и Томас, и Тюрен са сериозно болни и временно командващ е Дю Плеси Прален. Томас отново ръководи съвместните армии през 1644 г., превземайки Сантия и Асти; той също така се опитва да превземе Финале Лигуре, но се отказва, очевидно защото се страхува, че това ценно пристанище ще попадне под френски контрол, а не под савойски.
През 1645 г. като командващ с Дю Плеси Прален той превзема Виджевано и отблъсква испанския опит да блокира оттеглянето му при река Мора, което е най-големият му успех в областта.
През 1646 г. Томас е начело на френската експедиция, изпратена на юг, за да завземе тосканските фортове, след което трябва да настъпи по̀ на юг до Неапол, да прогони испанците и да се постави на трона на кралството. Експедицията обаче тръгва късно и когато обсажда Орбетело, подкрепящият френски флот е победен от испанците. Томас е принуден да вдигне обсадата и да извърши трудно отстъпление. Той прави това толкова лошо, че впоследствие кардинал Мазарини презира командващите му способности, счита го за некомпетентен и отказва да го назначи в експедицията, изпратена от Франция в подкрепа на бунта на Неапол в края на 1647 г. Това не спира Мазарини да го счита за потенциален кандидат за подкрепяния от Франция крал на Неапол, въпреки че Париж се бави с придвижването на въпроса и неаполитанците си взимат за крал Анри II, херцог на Гиз.
В кампанията през 1647 г. Томас е споменат заедно с френския генерал като командващ на силите, изпратени в Северна Италия, за да си сътрудничат с херцога на Модена Франческо I д’Есте, току-що съюзил се с Франция и отворил „втори фронт“ срещу испанците в Милано. Мазарини признава, че е назначил Томас само защото се е страхувал, че ако остане в Пиемонт, неспокойният дух на принца би създавал проблеми. До пролетта на 1648 г. обаче Томас се връща в Пиемонт. Той се бие на границата между Пиемонт и Милано, за да отвлече испанците от натиска им върху Модена.
През лятото на 1648 г. е начело на армия, изпратена с флот в Неапол. Експедицията е неуспешна: бунтът в Неапол вече се е разпаднал, така че експедицията не намира подкрепа и е прекратена. При завръщането си с френския флот Томас е забавен в Прованс и не може да се присъедини към голямата обсада на Кремона, където е очакван.
По време на неговото отсъствие регентката Мария Кристина придобива контрол над крепостите, предоставени на Томас като част от уреждането на Гражданската война в Пиемонт (по закон те са върнати на херцога при пълнолетието му), което прави Карл Емануил II през 1648 г., макар че майка му остава да контролира управлението. Кристина, придружена от сина си и част от херцогската армия, влиза в Ивреа и разпуска личния гарнизон на Томас; вместо това тя назначава Томас за управител на Асти и Алба – позиции, които 'подслаждат' удара, но са изцяло под херцогски контрол, не гарантирано от договора. Когато се връща в Пиемонт, Томас няма друг избор, освен да приеме голия факт, като скоро след това заминава да живее в Париж.
По време на Фрондата Томас е тясно свързан с кардинал Мазарини, който, макар и фактически премиер на Франция, е като него италиански аутсайдер във френския двор. В началото на 1650-те години Томас е възприеман като важен член на партията на Мазарини: той е тясно свързан с кардинала, редовно е виждан на конференции с него и е активен негов привърженик. През 1651 г., когато Мазарини е принуден да отиде в заточение, Принцът за известно време е в кралския съвет, а един признат опонент на херцогинята на Немур го описва като „министър-председател, без да знае за това“. Има предположения, че противниците на Мазарини в двора са го издигнали като опонент на кардинала с кралицата, но това е малко вероятно, особено след като самият Мазарини призовава кралицата да следва съветите на Томас; по-вероятно е Мазарини да подкрепя Принца като човек, който ще попречи на другите съперници да получат контрол в негово отсъствие, но който никога няма да има статут във Франция, за да се постави като постоянен заместник на кардинала. По времето, когато Мазарини се завръща от второто си и последно изгнание през февруари 1653 г., Томас, който придружава двора в Сен Дени, за да посрещне кардинала у дома, играе незначителна роля – близките колеги на Мазарини по това време не го споменават. През януари 1654 г., когато е премахнат и последният от церемониалните кабинети, принадлежали навремето на бунтовническия лидер Луи II дьо Бурбон, принц дьо Конде, принц Томас става Grand Maitre на Франция.
В Северна Италия продължава френско-испанската война. В края на 1654 г. нарасналата враждебност на Пиемонт към настоящия френски командир Гранси води до нуждата от нов главнокомандващ съюзник. Французите предпочитат да изпратят херцога на Йорк (бъдещ крал Джеймс II), но той е неприемлив за Торино. Поради това Томас е назначен за съвместен командир, макар че съпругата му е задържана във Франция почти като заложница за доброто му поведение. На 16 декември 1654 г. той пристига в Торино на тържествено посрещане от френските войски и се радва на неочакван приятелски прием от страна на херцог Карл Емануил II.
На 4 април 1655 г. Томас Франциск заповядва на валденсите или да присъстват на литургия, или да се преместят в горните долини, като им дава двадесет дни, в които да продадат земите си. Савойският херцог праща армия и на 24 април, в 4 часа сутринта, е подаден сигнал за общо брутално клане на валденсите, което предизвиква възмущение в цяла Европа. Оливър Кромуел започва да ходатайства от името на валденсите, а Джон Милтън пише прочутото си стихотворение On the Late Massacre in Piedmont.
В кампанията през 1655 г. Томас ръководи нахлуването в Миланското херцогство, макар че вече е болен от малария. Начело на могъща френска армия и с подкрепата на херцога на Модена той влиза в [[Миланско херцогство и обсажда Павия с 25 000 души. Атаката е толкова зле организирана, че той е принуден да напусне болничното си легло, за да поеме директен контрол върху обсадата, и дори тогава тя трябва да бъде вдигната след близо два месеца безрезултатни усилия.

### Смърт
След кампанията през 1655 г. Томас се завръща в Торино, където умира през януари 1655 г. на 59-годишна възраст вследствие на малария, често срещан проблем в блатата на долината на река По, подобно на неговия наследник като главнокомандващ на съюзниците Франческо I д'Есте. Погребан е в Катедралата на Торино.

## Брак и потомство
∞ 14 април 1625 в Париж Мария дьо Бурбон-Соасон (* 3 март или 3 май 1606, Париж, Кралство Франция; † 3 юни 1692, Париж, Кралство Франция), дъщеря на Шарл дьо Бурбон, граф на Соасон, син на Луи I Бурбон-Конде и Анна дьо Монтафие, от която има петима сина и две дъщери:
- Кристина Шарлота Савойска-Каринян († 1626 като бебе)
- Луиза Кристина Савойска-Каринян (* 1 август 1627, Париж; † 7 юли 1689, пак там), ∞ 1653 за Фердинанд Максимилиан фон Баден-Баден (* 23 септември 1625, † 4 ноември 1669), син на маркграфа на Баден-Баден
- Емануил Филиберт Амадей Савойски-Каринян, нар. Немия (* 20 август 1628, Мютие; † 21 април 1709, Торино), 2-ри принц на Кариняно. Живее в Италия, ставайки управител на Ивреа през 1644 г. и на Асти през 1663 г.; ∞ 1684 в Ракониджи за принцеса Мария Анджела Катерина д'Есте (* 1656, † 1722), внучка на Чезаре I д'Есте, херцог на Модена. Тъй като е глухоням, бракът шокира майка му, вбесява снаха му Олимпия Манчини, накърнява перспективите за наследство на неговите френски племенници и племенички и толкова обижда крал Луи XIV, че Франческо II д'Есте, херцог на Модена, се чувства задължен да прогони от неговото кралство роднините на булката, която са били посредници на двойката.[3][12]
- Амадей Савойски-Каринян († 1629 като бебе)
- Йосиф Емануил Савойски-Каринян (* 24 юни 1631, † 4 януари 1656), титулярен граф на Соасон;
- Евгений Маврикий Савойски-Каринян/Соасон (* 2 март 1635, Шамбери: † 6 юни 1673, Уна), който получава от майка си титлата „Граф на Соасон“ и граф на Дрьо. Той е управител на Бурбон и на провинциите Шампан и Бри, и посланик на Франция в Лондон, генерал-лейтенант на френската армия, съпруг на Олимпия Манчини и баща на известния военачалник принц Евгений.
- Фердинанд Савойски-Каринян († 1637 като бебе).